# Encino (Teksas)
Encino – jednostka osadnicza w Stanach Zjednoczonych, w stanie Teksas, w hrabstwie Brooks.